# Riu Dart
El Riu Dart, en anglès: River Dart és un riu que desenvolupa el seu curs fluvial pel comtat de Devon, al sud-oest d'Anglaterra. Amb 75 km de recorregut té la capçalera a Dartmoor i desemboca a Darmouth.
El nom de Riu Dart etimològicament té origen cèltic i vol dir riu 'on hi creixen els roures'. Junt amb els altres tres rius de Devon: l'Exe, el Plym i el Taw han tingut un paper important en la història del comtat.

## Galeria d'imatges

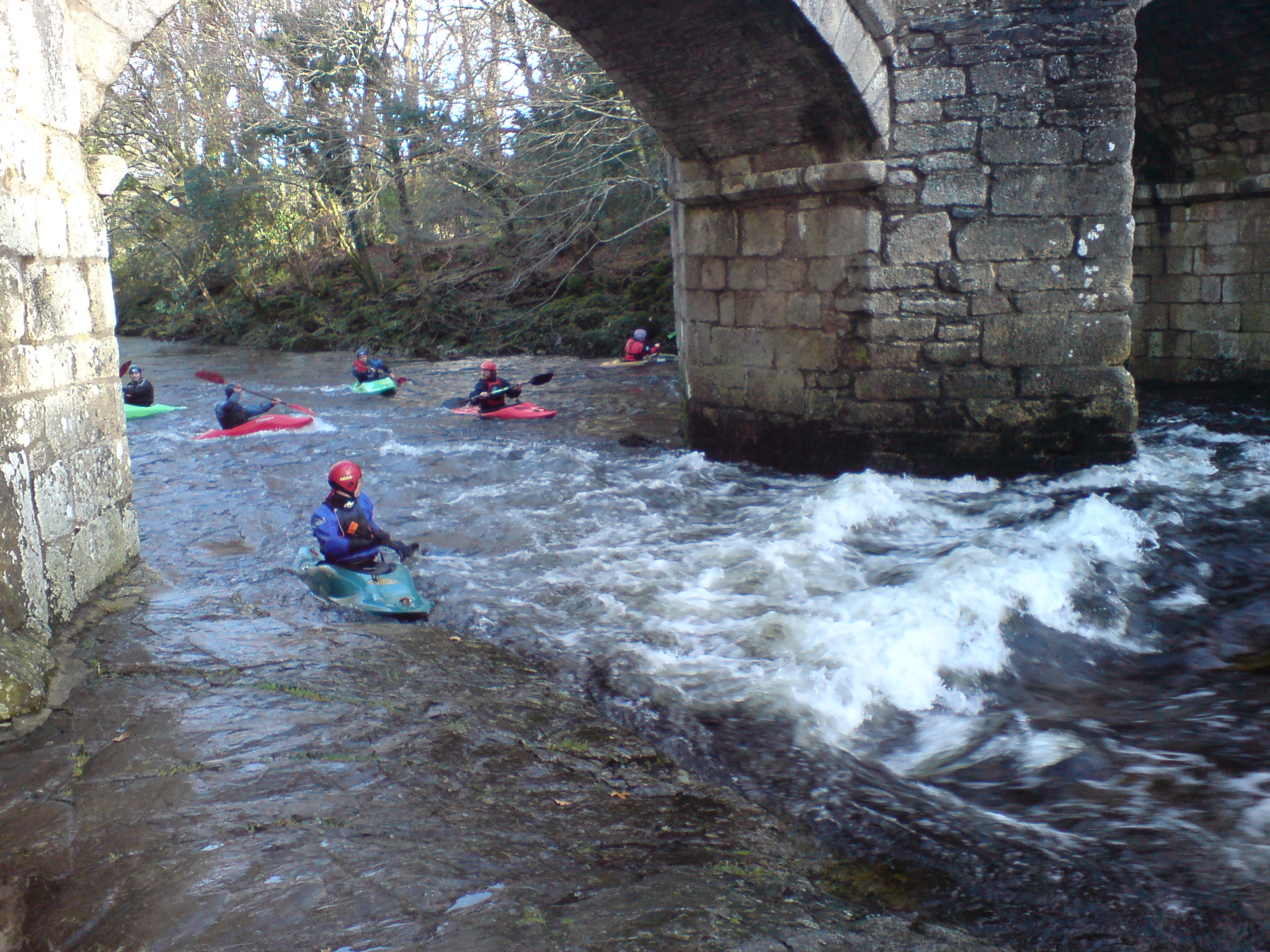
Newbridge, pont medieval. Dartmoor
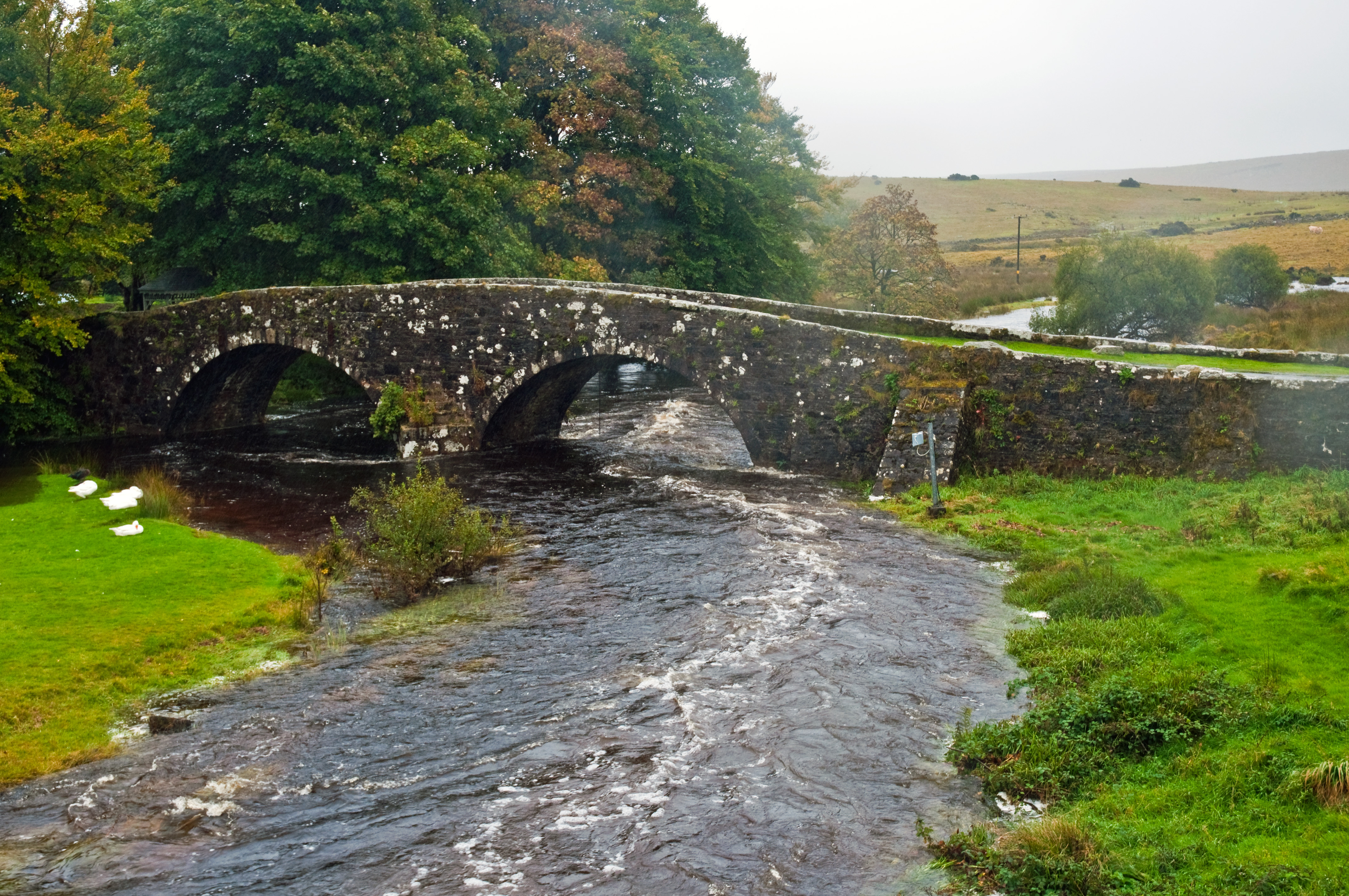
Two Bridges, Dartmoor National Park
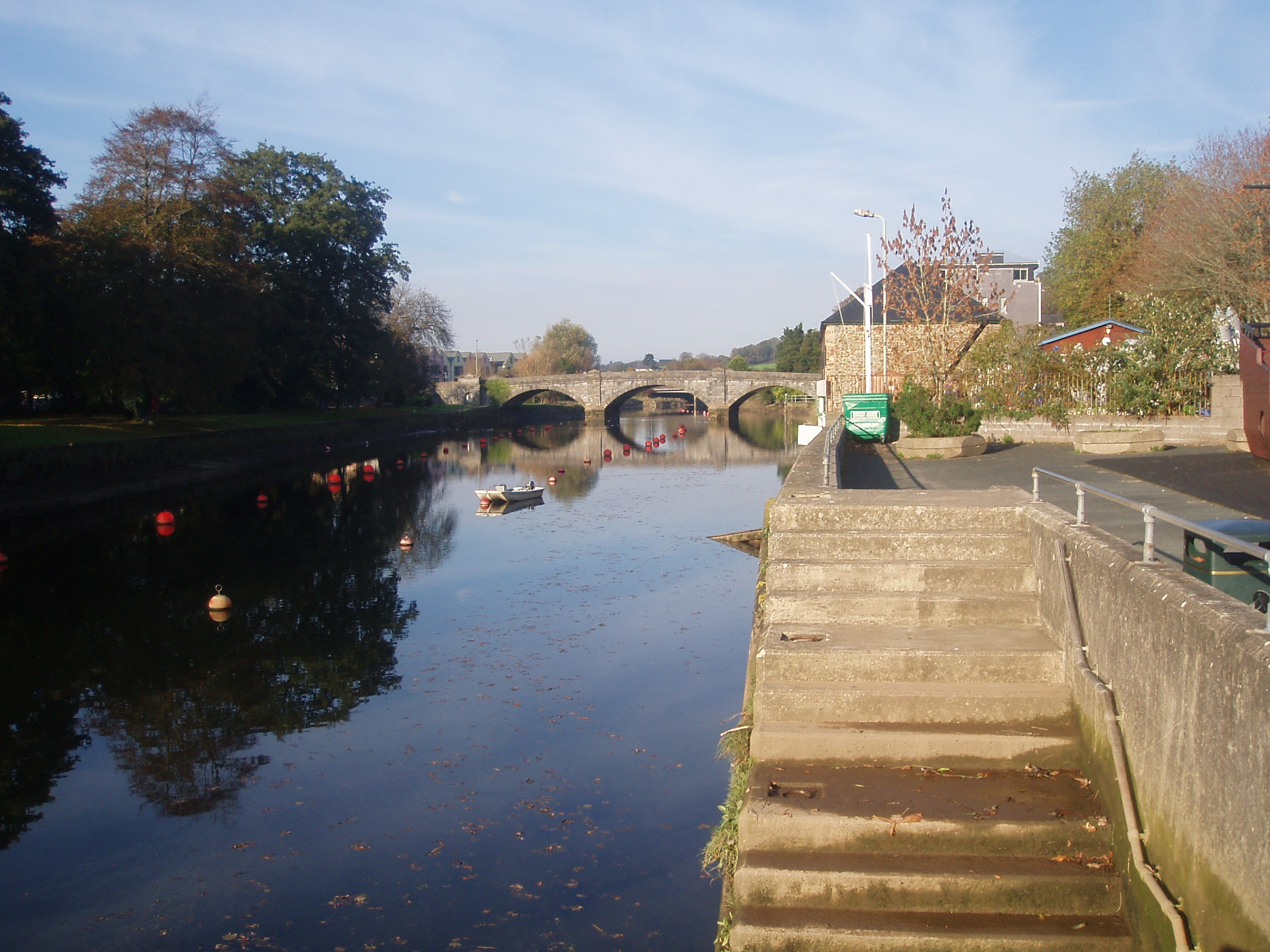
Riu Dart a Totnes
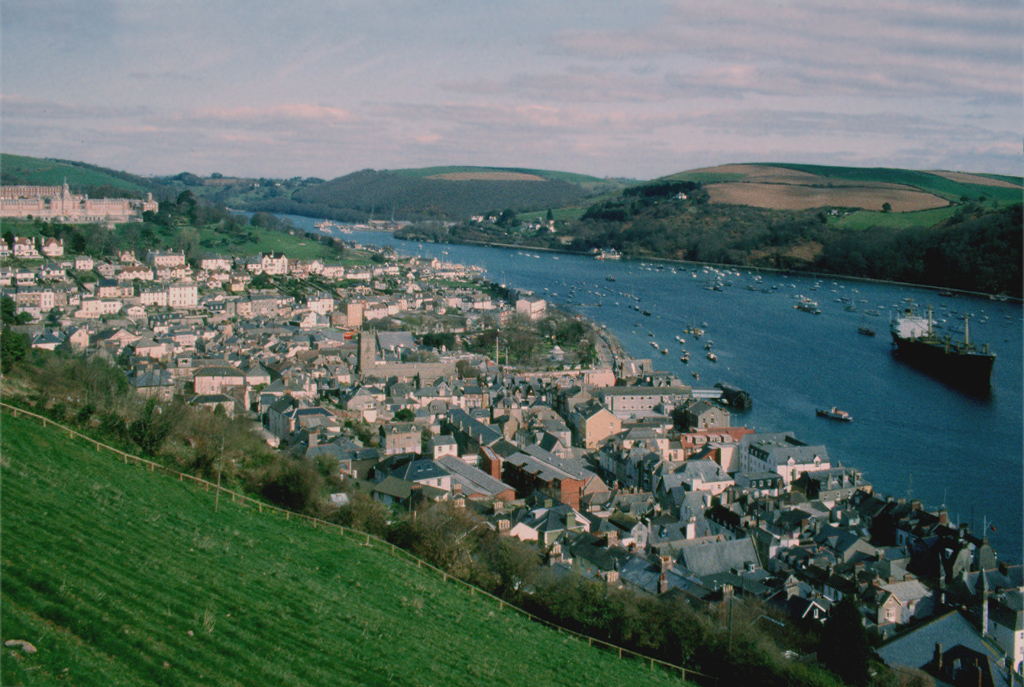
Dartmouth a l'estuari del riu Dart
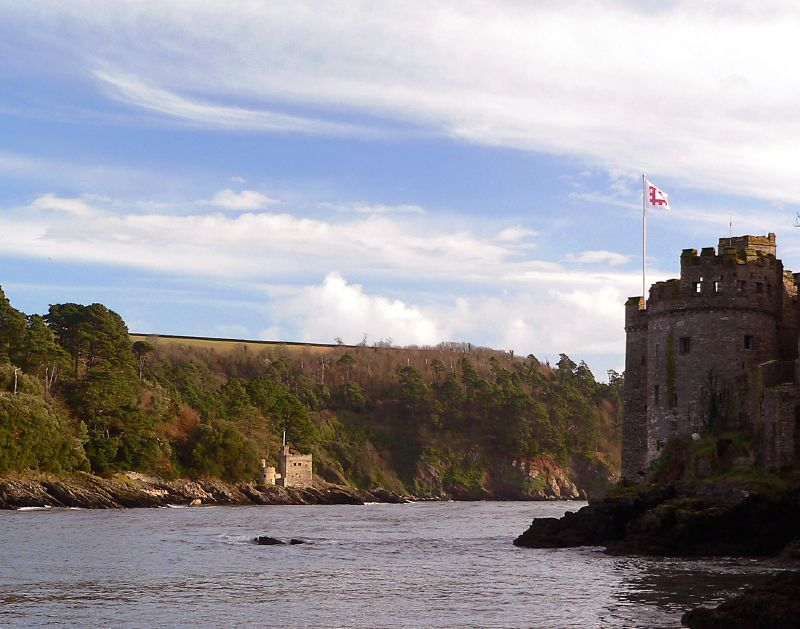
Dartmouth Castle i Kingswear Castle, desembocadura del Dart